# Liste von Denkmalen zur Erinnerung an den Aufstand vom 17. Juni 1953
Diese Liste nennt Denkmale zur Erinnerung an den Aufstand vom 17. Juni 1953. Sie erhebt keinen Anspruch auf Vollständigkeit.

## Hintergrund
Die gewaltsame Niederschlagung des Aufstandes vom 17. Juni 1953 machte deutlich, dass die SED-Diktatur und die Deutsche Teilung von den Menschen in der DDR abgelehnt wurde. Er wurde im Westen daher schnell Anknüpfungspunkt für ein Gedenken an die Opfer der Niederschlagung und die fortwährende Teilung und Diktatur, wie auch das Schaffen des Tags der Deutschen Einheit als Feiertag dokumentierte. Im Osten hingegen war eine Erinnerung an den Aufstand aus des gleichen Gründen verboten.
Daher entstanden in der Bundesrepublik Deutschland und in West-Berlin von 1954 bis 1963 eine Reihe von Denkmalen zur Erinnerung an den Aufstand vom 17. Juni 1953. Mit dem Mauerbau am 13. August 1961 änderte sich die Erinnerungskultur. Nun waren die Mauer und ihre Opfer zentrales Element der Erinnerung an Unfreiheit und Teilung. Das letzte Denkmal zur Erinnerung an den Aufstand entstand daher 1963 in Berlin.
Das erste Denkmal ist heute Teil der Gedenkstätte 17. Juni 1953: Am 25. Juni 1953, nur wenige Tage nach der Niederschlagung des Aufstandes, wurde auf dem Mittelstreifen der Potsdamer Chaussee im West-Berliner Ortsteil Nikolassee ein großes Holzkreuz zum Gedenken an die Opfer und die unerschrockenen Kämpfer errichtet.
Nach der Wende war es erstmals möglich, auch an den Orten des Geschehens selbst, Gedenkstätten für den Aufstand und seine Opfer zu errichten. Die meisten davon wurden anlässlich des 50. Jahrestags des Aufstands im Jahr 2003 geschaffen. Im Westen kamen wenige Denkmale hinzu. Diese erinnerten vielfach an Aufstand, Teilung und Wiedervereinigung zusammen.

## Liste der Denkmale
| Bild | Ort                 | Ortsteil              | Lage                                                                         | Beschreibung |
| --- | ------------------- | --------------------- | ---------------------------------------------------------------------------- | --- |
| | Bad Lauchstädt      | Milzau                | Milzau                                                                       | Die Eisentafel trägt den Text „Zum Gedenken an die Opfer des Volksaufstandes 17. Juni 1953“. |
| Weitere Bilder | Berlin              | Berlin-Friedrichshain | Berlin, Karl-Marx-Allee 103 52° 31′ 2,1″ N, 13° 26′ 38,8″ O                  | Gedenktafel am Rosengarten, Karl-Marx-Allee 103, siehe auch Liste der Gedenktafeln in Berlin-Friedrichshain. Am Standort, dem Rosengarten versammelten sich am 16. Juni 1953 die Bauarbeiter für die ersten Proteste. |
| Weitere Bilder | Berlin              | Berlin-Mitte          | Berlin, Leipziger Straße 52° 30′ 34,9″ N, 13° 23′ 1,9″ O                     | Gedenkstätte am Detlev-Rohwedder-Haus. Während des Aufstands am 17. Juni 1953 fand eine Demonstration vor dem Gebäude statt. Heute erinnert daran das von Wolfgang Rüppel gestaltete „Denkmal für die Ereignisse des siebzehnten Juni Neunzehnhundertdreiundfünfzig“.                                                                                |
| Weitere Bilder | Berlin              | Berlin-Nikolassee     | Berlin, Zehlendorfer Kleeblatt 52° 25′ 17,9″ N, 13° 11′ 54,1″ O              | Die Gedenkstätte 17. Juni 1953 ist die älteste Gedenkstätte für die Opfer des Aufstands. |
| Weitere Bilder | Darmstadt           | Darmstadt             | Darmstadt, Platz der Deutschen Einheit 49° 52′ 21,5″ N, 8° 37′ 57,1″ O       | 1965 erwarb die Stadt Darmstadt die Skulptur von Hans Aeschbacher und wandelte diese zu einer Gedenkstätte für den Volksaufstand und die Deutsche Einheit um. |
| | Dillenburg          | Dillenburg            | Dillenburg, Uferstraße 50° 44′ 1,7″ N, 8° 17′ 31,2″ O                        | Das Denkmal ist eine mit Ketten umschlungene Säule. |
| Weitere Bilder | Dresden             | Dresden               | Dresden, Postplatz 51° 3′ 1″ N, 13° 43′ 55,7″ O                              | Das Panzerkettendenkmal erinnert an die Niederschlagung des Aufstandes vom 17. Juni 1953. Es wurde 2008 von Heidemarie Dreßel geschaffen. |
| | Dresden             | Niedersedlitz         | Niedersedlitz, Straße des 17. Juni 25 51° 0′ 7,7″ N, 13° 49′ 36,4″ O         | Am Gebäude des VEM Sachsenwerk, Straße des 17. Juni 25 befindet sich eine Gedenktafel. |
| Weitere Bilder | Duisburg            | Rumeln-Kaldenhausen   | Rumeln, Düsseldorfer Straße, Rathausallee 51° 23′ 52,2″ N, 6° 39′ 30,5″ O    | Denkmalgeschützter Findling aus Granit, der seit 1968 als Mahnmal zum 17. Juni 1953 sowie den Opfern des Geteilten Deutschland in Duisburg-Rheinhausen-Rumeln aufgestellt wurde, siehe auch Liste der Baudenkmäler in Duisburg-Rheinhausen. |
| Bild gesucht Die Wikipedia wünscht sich an dieser Stelle ein Bild vom Ort mit diesen Koordinaten 53.754857363196 9.6549726805518 . Motiv: Denkmal 17. Juni 1953, Elmshorn, Probstenfeld Falls du dabei helfen möchtest, erklärt die Anleitung , wie das geht. BW | Elmshorn            | Elmshorn              | Elmshorn, Probstenfeld 53° 45′ 17,5″ N, 9° 39′ 17,9″ O                       | Das Mahnmal wurde im Jahre 1963 zum zehnten Jahrestag des Volksaufstandes errichtet. Angebracht waren die Landesgrenzen von 1937 aus Schmiedeeisen. In den 1990er Jahren wurde das Mahnmal mehrfach geschändet und Inschrift und Skulpturen gewaltsam abgerissen. Im Herbst 1998 wurde eine neue Gedenktafel, jedoch ohne Landesgrenzen, angebracht. |
| | Geithain            | Geithain              | Geithain, Bahnhofstraße 51° 3′ 18,5″ N, 12° 41′ 43,5″ O                      | Der Gedenkstein an den Volksaufstand aus dem Jahr 2018 erinnert an das Opfer Eberhard von Cancrin. |
| Weitere Bilder | Gera                | Gera                  | Gera, Ecke Rudolf-Diener-Straße/Amthorstraße 50° 52′ 43,9″ N, 12° 4′ 53,8″ O | Die Gedenktafel in Erinnerung an den Volksaufstand am 17. Juni 1953 wurde im Juni 2006 von der gegenüber liegenden Gedenkstätte Amthordurchgang gemeinsam mit der Stadt Gera an der Ecke Rudolf-Diener-Straße/Amthorstraße installiert. |
| | Görlitz             | Görlitz               | Görlitz, Amts- und Landgericht 51° 9′ 7,8″ N, 14° 59′ 7,5″ O                 | Am Gebäude des Amts- und Landgerichts Görlitz befindet sich eine Gedenktafel, siehe auch Liste der Brunnen, Denkmäler und Skulpturen in Görlitz. Die Inschrift lautet: „Zum Gedenken an die Opfer des Volksaufstandes 17. Juni 1953 in Görlitz und Umgebung“.                                                                                        |
| | Jena                | Jena                  | Jena, Holzmarkt 50° 55′ 37,6″ N, 11° 35′ 10,7″ O                             | Am Gebäude des Sparkasse Jena-Saale-Holzland befindet sich eine Gedenktafel, die an Alfred Diener und die Teilnehmer des Aufstandes erinnert. |
| Weitere Bilder | Jena                | Jena                  | Jena, Rathauspassage 50° 55′ 40″ N, 11° 35′ 14″ O                            | Die Inschrift an der Holzplastik zum Gedenken an die Opfer des 17. Juni 1953 lautet „GEGEN DAS VERGESSEN - 17. JUNI 1953“. |
| Weitere Bilder | Johanngeorgenstadt  | Johanngeorgenstadt    | Johanngeorgenstadt, Standort des ehemaligen Rathauses                        | Die Gedenktafel an die Demonstrationen am 15. Juni 1953 gegen den Abriss der Altstadt wurde 2013 zum 60-jährigen Jahrestag aufgestellt. |
| | Leipzig             | Leipzig               | Leipzig, Salzgässchen 51° 20′ 27,2″ N, 12° 22′ 32,4″ O                       | Die Gedenkstätte in Form von Panzerspuren wurde 2013 eingerichtet. |
| | Limburg an der Lahn | Limburg an der Lahn   | Limburg an der Lahn, Konrad-Kurzbold Straße 50° 23′ 24,7″ N, 8° 3′ 51,9″ O   | Der bestehende Gedenkstein „Berlin“ am Lahnufer im Limburg erinnerte früher auch an den Volksaufstand. |
| | Lüneburg            | Lüneburg              | Lüneburg, Willy-Brandt-Straße 53° 13′ 52,1″ N, 10° 24′ 19,5″ O               | Der Findling wurde auf Initiative des aus Elbing stammenden Oberbürgermeisters Horst Nickel aufgestellt. |
| | Metelen             | Metelen               | Metelen, Sendplatz 52° 8′ 38,9″ N, 7° 12′ 49,8″ O                            | Gedenkstein in Anmutung eines Berliner Meilensteins. Er wurde 1963 anlässlich des zehnten Jubiläums des Aufstandes aufgestellt. |
| Bild gesucht Die Wikipedia wünscht sich an dieser Stelle ein Bild vom Ort mit diesen Koordinaten 52.39804 13.24636 . Motiv: Die Forderung, Teltow Falls du dabei helfen möchtest, erklärt die Anleitung , wie das geht. BW                                       | Teltow              | Teltow                | Teltow, Hamburger Platz 52° 23′ 52,9″ N, 13° 14′ 46,9″ O                     | Die Skulptur „Die Forderung“ des Künstlers Torsten Theel wurde auf Initiative Schüler des Immanuel-Kant-Gymnasiums in Teltow mit ihrem Geschichtslehrer Gregor Wilkening mit Unterstützung der Stadt Teltow im Jahr 2011 aufgestellt. Die Skulptur besteht aus 24 miteinander verbundene, nach oben geöffnete Stahlrohren.                           |
| | Speyer              | Speyer                | Speyer, oberer Domgarten 49° 18′ 59,6″ N, 8° 26′ 37,4″ O                     | Der 1958 eingeweihte 17.-Juni-Gedenkstein im oberen Domgarten wurde von Otto Grimm geschaffen. |
| Weitere Bilder | Stralsund           | Stralsund             | Stralsund, Gedenkstätte Wir sind das Volk 54° 18′ 22,3″ N, 13° 6′ 25,4″ O    | Die Gedenkstätte Wir sind das Volk in Stralsund erinnert an den Volksaufstand und die erfolgreiche friedliche Revolution. |
| Weitere Bilder | Weida               | Weida                 | Weida, unterhalb der Osterburg 50° 46′ 22,5″ N, 12° 3′ 23,7″ O               | Der Gedenkstein an den Volksaufstand erinnert auch an das Opfer Alfred Walter. |
| | Worms               | Worms                 | Worms, Rathaus 49° 37′ 48,3″ N, 8° 21′ 46,8″ O                               | Am Rathaus befindet sich ein Gedenkstein. Er trägt den Text „17. Juni 1953 - 10 Jahre Tag der Deutschen Einheit 18. Juni 1963 - Deutsche Wiedervereinigung 3. Oktober 1990“. |

## Ehemalige Denkmale
| Bild | Ort     | Ortsteil | Lage                                           | Beschreibung |
| ---- | ------- | -------- | ---------------------------------------------- | --- |
|      | Dresden | Dresden  | Dresden, Postplatz 51° 3′ 2,1″ N, 13° 44′ 2″ O | Die Gedenktafel an den Aufstand vom 17. Juni 1953 am Postplatz in Dresden wurde 2008 demontiert und eingelagert. |